# Austria en los Juegos Paralímpicos de Arnhem 1980
Austria estuvo representada en los Juegos Paralímpicos de Arnhem 1980 por un total de 48 deportistas, 38 hombres y 10 mujeres.

## Medallistas
El equipo paralímpico austríaco obtuvo las siguientes medallas:
| Nombre                        | Deporte            | Evento                                      |
| ----------------------------- | ------------------ | ------------------------------------------- |
| Oro                           |                    |                                             |
| Walter Fink                   | Atletismo          | 100 m carrera a pie D1 masculino            |
| Walter Fink                   | Atletismo          | 400 m carrera a pie D1 masculino            |
| Alois Karner                  | Atletismo          | 400 m C1 masculino                          |
| Gilbert Pflanzer              | Atletismo          | Jabalina C masculino                        |
| Gerhard Kolm                  | Atletismo          | Salto de altura F masculino                 |
| George Jorg                   | Atletismo          | Salto de longitud C masculino               |
| G. Frank                      | Atletismo          | Pentatlón 1B masculino                      |
| Karl Prichtzig                | Atletismo          | Pentatlón C1 masculino                      |
| Franz Mandl                   | Tenis de mesa      | Individual 2 masculino                      |
| Rosa Schweizer A. Wicher      | Tenis de mesa      | Equipo 2 femenino                           |
| J. Gruber                     | Tiro               | Rifle de aire en tres posiciones 2-5 mixto  |
| J. Gruber                     | Tiro               | Rifle de aire de rodillas 2-5 mixto         |
| Marianne Ruml                 | Tiro               | Pistola de aire amputación femenino         |
| Rosa Schweizer                | Tiro con arco      | Distancia corta paraplejia femenino         |
| Plata                         |                    |                                             |
| Doris Campell                 | Atletismo          | 800 m A femenino                            |
| Marianne Ruml                 | Atletismo          | Pentatlón D femenino                        |
| Walter Zierl                  | Atletismo          | Jabalina D1 masculino                       |
| Walter Zierl                  | Atletismo          | Pentatlón D1 masculino                      |
| Alois Karner                  | Atletismo          | 100 m C1 masculino                          |
| Karl Brunner                  | Atletismo          | 400 m C masculino                           |
| August Hofer                  | Atletismo          | Salto de altura B masculino                 |
| George Jorg                   | Atletismo          | Pentatlón C masculino                       |
| Gerhard Grinninger            | Atletismo          | Pentatlón D masculino                       |
| Sepp Gasser                   | Atletismo          | Pentatlón F masculino                       |
| Felix Lettner                 | Atletismo          | Pentatlón 1C masculino                      |
| Wolfgang Stieg                | Atletismo          | Pentatlón 3 masculino                       |
| Engelbert Rangger             | Bolos sobre hierba | Individual 2-5 masculino                    |
| Engelbert Rangger B. Seidl    | Bolos sobre hierba | Dobles 2-5 masculino                        |
| Rosa Schweizer                | Tenis de mesa      | Individual 2 femenino                       |
| Engelbert Rangger             | Tenis de mesa      | Individual 3 masculino                      |
| G. Frank                      | Tenis de mesa      | Individual 1B masculino                     |
| Fritz Altendorfer Franz Mandl | Tenis de mesa      | Equipo 2 masculino                          |
| Walter Sailer G. Frank        | Tenis de mesa      | Equipo 1B masculino                         |
| J. Gruber                     | Tiro               | Rifle de aire de pie 2-5 mixto              |
| J. Gruber                     | Tiro               | Rifle de aire en posición tendida 2-5 mixto |
| Oskar Kreuzer                 | Tiro               | Pistola de aire 2-5 mixto                   |
| M. Petschnig                  | Tiro con arco      | Distancia avanzada paraplejia masculino     |
| Bronce                        |                    |                                             |
| Marianne Ruml                 | Atletismo          | Disco D femenino                            |
| Walter Zierl                  | Atletismo          | 100 m silla de ruedas D1 masculino          |
| Walter Zierl                  | Atletismo          | Disco D1 masculino                          |
| Gerhard Kolm                  | Atletismo          | 100 m F masculino                           |
| Gerhard Kolm                  | Atletismo          | 400 m F masculino                           |
| Wolfgang Pickl                | Atletismo          | 100 m E masculino                           |
| Wolfgang Pickl                | Atletismo          | Pentatlón E masculino                       |
| Felix Lettner                 | Tiro con arco      | Distancia avanzada paraplejia masculino     |